# Convenzione delle Nazioni Unite su certe armi convenzionali
La Convenzione delle Nazioni Unite su certe armi convenzionali (inglese: Convention on Certain Conventional Weapons, CCW o CCWC, definita a volte in senso contrario "Convenzione sulle armi non convenzionali") è stata formulata a Ginevra il 10 ottobre 1980 ed è entrata in vigore nel dicembre 1983. La convenzione mira a vietare o limitare l'uso di alcune armi convenzionali che sono considerate eccessivamente dannose o i cui effetti sono indiscriminati.
Il titolo completo è Convenzione sulla proibizione o la limitazione dell'uso di alcune armi convenzionali che possono essere considerate eccessivamente dannose o aventi effetti indiscriminati e si tratta di un allegato alle convenzioni di Ginevra del 12 agosto 1949.

## Storia
La Convenzione è stata formulata il 10 ottobre 1980, a Ginevra ed è entrata in vigore il 2 dicembre 1983. Al febbraio 2008 vi erano 106 firmatari e 106 Stati parti contraenti la convenzione. Alcuni di questi Paesi (tra cui gli Stati Uniti, fino al 21 gennaio 2009) hanno adottato solo due dei cinque protocolli, il minimo richiesto per essere considerato uno dei firmatari.

## Contenuto
La convenzione ha cinque protocolli:
- Protocollo I - Proibisce l'uso di armi intese a ferire tramite frammenti non rilevabili nel corpo tramite raggi X
- Protocollo II - Vieta e limita l'impiego di mine e trappole esplosive
- Protocollo III - Vieta l'utilizzo di armi incendiarie
- Protocollo IV - Limita l'uso delle armi laser accecanti (adottato il 13 ottobre 1995, a Vienna)
- Protocollo V - Stabilisce gli obblighi e le migliori pratiche per la liquidazione dei residuati bellici esplosivi (adottato il 28 novembre 2003 a Ginevra)

Il Protocollo II è stato modificato nel 1996 (estendendone il campo di applicazione), ed è entrato in vigore il 3 dicembre 1998. Al 15 giugno 2000 erano 50 le parti contraenti al protocollo modificato. Al gennaio 2015 erano salite a 102.
Il Protocollo IV è entrato in vigore il 30 luglio 1998. Al 15 giugno 2000 erano 49 le parti contraenti.
Il Protocollo V, nato dalla consapevolezza che quanto stabilito nel 1990 era diventato insufficiente contro le bombe non esplose nell'uso, è stato adottato nel 2003 ed è entrato in vigore nel 2006. Ogni parte contraente è responsabile della bonifica dei territori in proprio controllo dopo un conflitto (in aggiunta a tutto ciò che è già stabilito dal Protocollo II).

## Obiettivi
Analogamente alla convenzione sulle armi chimiche, l'obiettivo della convenzione e dei relativi protocolli è di introdurre nuove norme per salvaguardare e proteggere il personale militare e in particolare i civili, in ogni tipo di conflitto armato internazionale o non internazionale, da lesioni per mezzo di frammenti che non possono essere facilmente individuati nel corpo umano da raggi X, mine e trappole esplosive, armi incendiarie e armi laser accecanti.
La CCAC manca di verifica e di meccanismi di applicazione e sanzionamento formale.